# Val Poschiavo
Le val Poschiavo, appelé en italien Val Poschiavo et en allemand Puschlav, est une vallée située dans la partie italophone du canton des Grisons en Suisse.

## Géographie
Vallée du sud des Alpes s'ouvrant au sud à la Valteline en Italie également bordée à l'est et à l'ouest par l'Italie, elle aboutit au nord à la haute Engadine accessible par le col de la Bernina, seul lien au reste de la Suisse. Le lac de Poschiavo délimite les parties inférieures et supérieures de la vallée, laquelle est arrosée par le Poschiavino qui se jette en Valteline dans la rivière Adda.

## Toponymie
Poschiavo est le nom de la principale localité de la vallée. Ce nom serait issu de l'indo-européen klava (éboulis).

## Transports
La vallée est parcourue par la ligne de la Bernina des chemins de fer rhétiques.

## Sources
1. ↑  (it) Franco Abis Della Clara, Remo Bracchi, Poschiavo, nome prelatino o latino?, Tipografia Menghini, 1991

- « Val Poschiavo » dans le Dictionnaire historique de la Suisse en ligne.